# Word Gets Around
Word Gets Around ist das erste Album der walisischen Band Stereophonics. Die Musik wurde von der Band gemeinsam geschrieben, während die Texte allein aus der Feder von Sänger Kelly Jones stammen. Das Album erreichte Platz 6 in den UK-Album-Charts.

## Aufnahme
Das Album wurde in sechs verschiedenen Studios in Großbritannien aufgenommen und gemischt und in den Gateway Studios in Portland im amerikanischen Bundesstaat Maine gemastert. Als verantwortliche Produzenten fungierte das Duo Bird and Bush bestehend aus Marshall Bird & Steve Bush, das Mastering übernahm Bob Ludwig, der Präsident von Gateway Mastering & DVD. Das Album wurde am 25. August 1997 von V2 Records veröffentlicht.

## Titelliste
1. A Thousand Trees – 3:02
2. Looks Like Chaplin – 2:32
3. More Life in a Tramp’s Vest – 2:19
4. Local Boy in the Photograph – 3:22
5. Traffic – 4:54
6. Not up to You – 4:37
7. Check My Eyelids for Holes – 2:43
8. Same Size Feet – 3:59
9. Last of the Big Time Drinkers – 2:45
10. Goldfish Bowl – 3:02
11. Too Many Sandwiches – 5:03
12. Billy Davey’s Daughter – 3:45

## Besetzung

### Band
- Kelly Jones: Gesang, elektrische und akustische Gitarren
- Richard Jones: Bass
- Stuart Cable: Schlagzeug

### Gastmusiker
- Marshall Bird: Keyboards (außerdem Produzent)
- Nadia Lannman: Cello (auf Billy Davey’s Daughter)
- Richard Payne: Akkordeon (auf Not up to You)

## Singles
- Erste Single war Local Boy in the Photograph. Der Text basiert auf einer wahren Geschichte, die sich in Flint in Nordwales zutrug. Ein einheimischer Junge starb durch Schienensuizid. Am folgenden Tag berichtete die Lokalzeitung über ihn auf der Titelseite. Sänger Kelly Jones kannte den Jungen und dachte, er habe eine Ehrung in Form des Songs verdient. Bei den Q Awards 2007 des Magazins Q gewann der Song den Q Classic Song Award.
- Die zweite Single More Life in a Tramp’s Vest erzählt das Leben aus der Sicht eines Angestellten eines Supermarkts, der die gekauften Waren in Tüten packt.[2]
- A Thousand Trees, als dritte Single ausgekoppelt, handelt von einem angesehenen High-School-Sportlehrer, der seine Karriere durch ein sexuelles Verhältnis mit einer Schülerin ruiniert.[2]
- Traffic war die letzte Auskopplung aus dem Album Word Gets Around. Sie wurde im Oktober veröffentlicht und erreichte Platz 20 der Charts.

## Rezensionen
- BBC Wales schrieb über das Album: „Word Gets Around mag ein Debütalbum sein, aber es ist die Musik einer voll entwickelten Band, und steht bis zu diesem Tag für einen Höhepunkt im Schaffen der Stereophonics.“[3]